# NGC 7565
NGC 7565 est une entrée du New General Catalogue qui concerne un corps céleste perdu ou inexistant dans la constellation des Poissons. Cet objet a été enregistré par l'astronome italien Gaspare Stanislao Ferrari (it) en 1865.